# Dendrobium gracilifolium
Dendrobium gracilifolium är en orkidéart som beskrevs av Rudolf Schlechter. Dendrobium gracilifolium ingår i släktet Dendrobium, och familjen orkidéer. Inga underarter finns listade i Catalogue of Life.